# کوشچیانکا
کوشچیانکا (به لهستانی:  Kościanka) یک روستا در لهستان است که در گمینا تخووو واقع شده‌است.